# شريان ظنبوبي راجع خلفي
الشريان الظنبوبي الراجع الخلفي، هو فرع متقلب، يخرج من شريان قصبة الساق الأمامي قبل أن يمر من الفجوة بين مفصل الشظية العلوي والحد العلوي للغشاء بين العظمين.
يصعد الشريان أمام العضلة المأبضية التي تزودها بالدم وتتفاغر مع فروع الشريان الركبي السفلي التابع لشريان باطن الركبة